# Kanton Aucun
Der Kanton Aucun war bis 2015 ein französischer Wahlkreis im Arrondissement Argelès-Gazost, im Département Hautes-Pyrénées und in der Region Midi-Pyrénées; sein Hauptort war Aucun.
Sein Vertreter im Generalrat des Départements war zuletzt von 2004 bis 2015 Marc Léo.

## Gemeinden
Der Kanton umfasste die Wahlberechtigten aus zehn Gemeinden.
| Gemeinde         | Einwohner Jahr | Fläche km² | Bevölkerungsdichte | Postleitzahl | Code INSEE |
| ---------------- | -------------- | ---------- | ------------------ | ------------ | ---------- |
| Arbéost          | 87 (2013)      | –          | – Einw./km²        | 65560        | 65018      |
| Arcizans-Dessus  | 107 (2013)     | –          | – Einw./km²        | 65400        | 65022      |
| Arras-en-Lavedan | 506 (2013)     | –          | – Einw./km²        | 65400        | 65029      |
| Arrens-Marsous   | 719 (2013)     | –          | – Einw./km²        | 65400        | 65032      |
| Aucun            | 257 (2013)     | –          | – Einw./km²        | 65400        | 65045      |
| Bun              | 145 (2013)     | –          | – Einw./km²        | 65400        | 65112      |
| Estaing          | 75 (2013)      | –          | – Einw./km²        | 65400        | 65169      |
| Ferrières        | 101 (2013)     | –          | – Einw./km²        | 65560        | 65176      |
| Gaillagos        | 117 (2013)     | –          | – Einw./km²        | 65400        | 65182      |
| Sireix           | 67 (2013)      | –          | – Einw./km²        | 65400        | 65428      |

## Bevölkerungsentwicklung
| 1962 | 1968 | 1975 | 1982 | 1990 | 1999 | 2006 |
| ---- | ---- | ---- | ---- | ---- | ---- | ---- |
| 2649 | 2308 | 2043 | 2017 | 1990 | 1999 | 2217 |